# Dead Man's Bones
I Dead Man's Bones sono stati un duo indie rock statunitense composto dall'attore cinematografico Ryan Gosling e dall'attore teatrale Zach Shields.

## Storia
Il loro primo e ultimo album, Dead Man's Bones è stato pubblicato il 6 ottobre 2009 su etichetta ANTI- Records. L'intero album è stato realizzato in collaborazione con il Silverlake Conservatory Children's Choir di Los Angeles, California, fondato da Flea nel 2001.
Il primo album nasce inizialmente come un progetto cinematografico, basato su una sceneggiatura scritta a quattro mani dai due attori, sulla loro passione comune per i film horror e i fantasmi. Il progetto del film non è mai stato realizzato e il materiale composto per la colonna sonora è stato utilizzato per il loro primo album, che spazia dal gotico al folk metafisico.

## Discografia
- 2009 – Dead Man's Bones